# Wilhelm Hasse
Wilhelm Hasse (24 de novembro de 1894 - 21 de maio de 1945) foi um oficial alemão que serviu no Deutsches Heer durante a Segunda Guerra Mundial. Foi condecorado com a Cruz de Cavaleiro da Cruz de Ferro com Folhas de Carvalho.

## Condecorações
| Cruz de Ferro (1914) 2ª Classe                                      | 17 de setembro de 1914 |
| Cruz de Ferro (1914) 1ª Classe                                      | 21 de abril de 1915    |
| Cruz de Cavaleiro da Ordem da Casa de Hohenzollern com Espadas      |                        |
| Cruz Hanseática de Hamburgo                                         |                        |
| Distintivo de Feridos (1914) em Preto                               |                        |
| Cruz de Honra da Guerra Mundial 1914/1918                           |                        |
| Cruz de Ferro (1939) 2ª Classe                                      | 11 de setembro de 1939 |
| Cruz de Ferro (1939) 1ª Classe                                      | 2 de outubro de 1939   |
| Ordem da Cruz da Liberdade, 1ª Classe com Espadas (Finlândia)       |                        |
| Medalha da Frente Oriental                                          |                        |
| Cruz Germânica em Ouro                                              | 26 de janeiro de 1942  |
| Cruz de Cavaleiro da Cruz de Ferro                                  | 12 de agosto de 1944   |
| Cruz de Cavaleiro da Cruz de Ferro com Folhas de Carvalho nº 698    | 14 de janeiro de 1945  |
| Condecoração por longo tempo de serviço na Wehrmacht 4ª a 1ª Classe |                        |